# Colombine élégante
Phaps elegans
Espèce
Synonymes
Columba elegans Temminck, 1810
Répartition géographique
Statut de conservation UICN

 LC  : Préoccupation mineure
La Colombine élégante (Phaps elegans) est une espèce de pigeons endémique d'Australie.

## Biologie
Cette espèce est parasitée par le pou Campanulotes elegans.

## Habitat
Elle habite les forêts sèches tropicales et subtropicales.

## Sous-espèces
Cet oiseau est représenté par deux sous-espèces :
- Phaps elegans elegans ;
- Phaps elegans occidentalis.